# Hamadryas nobilita
Hamadryas nobilita är en fjärilsart som beskrevs av Hans Fruhstorfer 1916. Hamadryas nobilita ingår i släktet Hamadryas och familjen praktfjärilar. Inga underarter finns listade i Catalogue of Life.